# Agnone
Agnone est une commune de la province d'Isernia, dans la région Molise, en Italie. Agnone est connue pour sa fonderie de cloches.

## Géographie
Agnone est sur une lance rocheuse dans les régions montagneuses de Molise (l'Alto Molise). Les fermes et les maisons de campagne entourent la ville sur les altitudes variant de 1 386 m au-dessus du niveau marin à Monte Castelbarone à 370 m du lit de fleuve Verrino. Le fleuve Sangro passe aussi par Agnone. Sa position géographique a été décrite comme ‘La capitale naturelle de l'Alto Molise’. Son extension territoriale couvre 9 630 hectares inventés des forêts, les pâturages et la terre d'agriculture.

## Histoire

### Samnites et Romains

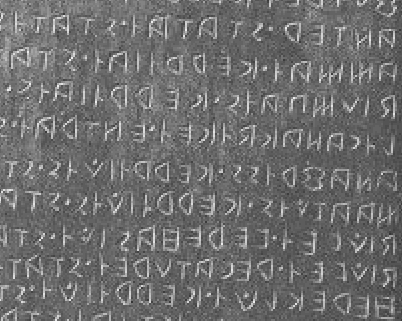
L'inscription osque d'Agnone

Les Samnites du Samnium étaient composés de plusieurs tribus distinctes. La tribu des Pentri avait pour capitale Bovianum, aujourd'hui Bojano, une ville à cinq milles au nord d'Agnone. Le territoire d'Agnone, dont le nom viendrait de l'antique Aquilonia, détruite par les Romains, conserve de nombreux vestiges archéologiques de la civilisation des Samnites. Le plus important est un fragment d'une tablette de bronze portant une inscription en osque, qui se trouve au British Museum.

### Époque médiévale
Agnone fut un centre important au temps des Lombards. Il a été abandonné le siècle précédant l'an 1000. La Vallée Verrino et les collines environnantes sont devenues un endroit d'ermitages, des monastères et des petites colonies agricoles. En 1139 la puissante famille Borrello, soutenue par les soldats de fortune de Venise, naissant probablement du dalmatien de colonies du "Serenissima" a pris le contrôle d'Agnone. L'importance d'Agnone a grandi pendant l'Angevin et aussi dans les règnes d'Aragonese au point que pendant le règne des Bourbons de Deux-Siciles, la ville était parmi les 56 villes royales, qui ont annoncé directement au Roi et étaient libres d'autre type de soumission féodale. Joseph Bonaparte a décidé de créer la région Molise, qui devait exclure Agnone, mais pendant le règne de Joachim Murat, les aînés d'Agnone ont demandé et ont obtenu la transition à Molise, en basant la demande sur les difficultés géographiques des liens vers Abruzzo et en espérant se montrer à la hauteur d'un nouveau rôle pour la petite région.
L'église de San Marco, Agnone l'Italie
Pendant cette période, les ressources minérales entourant Agnone avaient un impact sur son économie où les artisans qualifiés ont produit la bijouterie d'or, copperware, les montres et les cloches. L'architecture du style médiéval de la ville serait reflétée dans ses quatorze églises, le plus notamment église de San Marco, avec un grand portail de La Renaissance embelli par un lion couleur cuivre. Au XIe siècle Odorisio et Gualtiero Borrello, présenté le culte de Saint Mark et d'artistes apportés de Venise pour décorer leurs maisons avec le lion de Saint Mark. Cette église est ornée par la grande œuvre d'art en incluant : les autels riches, une peinture d'un Sacra Famiglia et de Santi, par Luca Giordano; obstensory précieux dans le cuivre doré et l'émail, par Giovanni d'Agnone, un disciple de Nicola de Guardiagrele. L'église de Sant'Antonio Diminue, a un portail roman et un clocher du XVIIe siècle et sur la voûte à l'intérieur d'une fresque géante par Francesco Palumbo. Sant'Emidio a le XIIe siècle les œuvres d'art portiques et riches en incluant des statues peintes de bois qui sont sorties Bon jeudi et vendredi pour une repromulgation du Dernier Dîner. L'église de Corso Garibaldi, est dérapé par les maisons anciennes avec les lions en pierre près des portes (le lion est sur le blason Agnone), les ateliers d'artisans anciens, la maison d'Apollonio et la maison Nuonno. L'église de San Francesco affiche une fenêtre ronde géante pendant 1330 portique, démodé. À l'intérieur, le Jugement Final sur la voûte est peint par Gambora. L'église de San Nicola, fait enduire un clocher particulier avec les tuiles céramiques jaunes et vertes. C'est en raison des artisans d'Agnone et de l'architecture médiévale que la ville a adopté le surnom, “Citta d'Arte” (La ville d'Art) que la ville utilise sur une base promotionnelle [5].

### Post-Unification
Garibaldi unirait toute l'Italie au cours des années 1860 mais Agnone subirait le déclin significatif dans les années de post-unification. En 1884 le L'Aquilonia de presse local a reconsidéré les causes d'émigration de paysans d'Agnone et a conclu que les deux facteurs principaux étaient des taxes excessives sur les marchandises de consommateurs et les taux d'intérêt usuraires qui ont surpassé par moments 20 pour cent dans la ville [6]. Le contadino ou les paysans ont été arrêtés pour voler les récoltes du galantuomini ("les hommes galants" ou la classe dirigeante) et un crime particulièrement fréquent était la coupure illégale de bois sur le peuple municipal. En 1863, par exemple, les autorités ont poursuivi en fait 624 cas de felling illégal d'arbres. Par conséquent, quand avant les années 1870, par suite des améliorations du voyage marin, une baisse de prix et la nature expansive des économies tant des États-Unis que de la région de Rio de la Plata de l'Amérique du Sud, l'émigration transatlantique est devenue une alternative réalisable, les classes inférieures d'Agnone étaient, d'un sens de désespoir, les candidats primordiaux. Politiquement aliéné par les décennies de promesses non réalisées de réforme agraire, mired dans la pauvreté endémique, la personne à charge sur une classe avide de galantuomini pour quel était, par n'importe quelle mesure, une existence maigre, la paysannerie a été plus loin serrée par l'augmentation démographique implacable tout au long des sept premières décennies du XIXe siècle [7].

### Pendant la Seconde Guerre mondiale
Quand Benito Mussolini et les fascistes ont accédé au pouvoir, ils mettent efficacement un arrêt en Italie la migration. Pendant le régime Fasciste, Agnone était le site d'exil pour beaucoup d'adversaires du régime, en incluant don Raimondo Viale, le protagoniste "du Juste Prêtre" par Nuto Revelli. Les Allemands se sont assis en haut un camp de concentration dans Molise pour les bohémiens où le père Viale a essayé de les aider. La guerre atteindrait finalement Agnone en décembre de 1943, quand les Forces Alliées atterriraient sur la côte de l'Adriatique de l'Italie et avanceraient vers le nord et vers l'ouest à Rome. La 1re Division d'Infanterie canadienne chasserait les Allemands et les Fascistes de Molise et le 2 et 3 décembre, le régiment de West Nova Scotia cantonnerait dans Agnone pendant l'offensive Ortona [8].
Après la guerre, Agnone les éditions de migration continueraient, mais plus pour les raisons de disponibilité économique. Comme l'émigration internationale a décliné, les Italiens du sud ont émigré dans l'Italie du Nord industrielle pour les perspectives économiques plus prometteuses [9]. Actuellement, la population d'Agnone décline encore. Comme Molise commence à trouver la reconnaissance comme une destination touristique, Agnone se commercialise sur le marché agritourism et pour son architecture pré-romaine et Médiévale unique [10].

## Culture

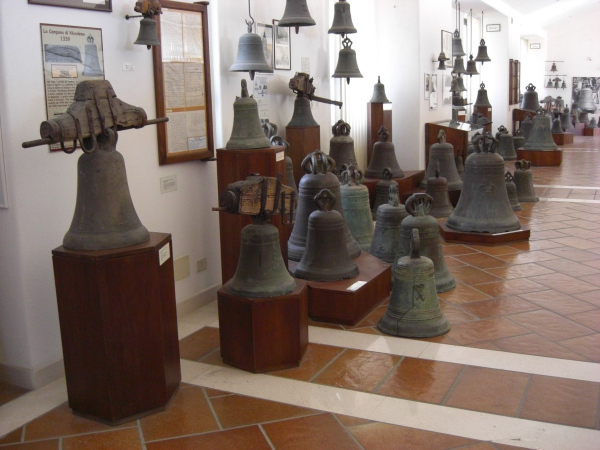
Le musée de la Fonderie Marinelli Pontificale.

La Fonderia Marinelli Pontifical (la Fonderie Marinelli pontificale), est une usine ancienne de cloches qui opère à Agnone depuis presque des millénaires. Elle se classe comme une des compagnies les plus vieilles dans le monde. La famille Marinelli a dirigé la fonderie depuis durant les 1000 dernières années. Cette usine dispose de un musée, où les cloches de presque mille ans d'antiquité jusqu’à plus certaines plus récentes sont exposées. Il est aussi possible d'observer le processus artisanal de la fabrication de cloches. L'usine a été visitée par le pape Jean-Paul II en 1995. Beaucoup de cloches de la fonderie se trouvent au Vatican.

## Célébrations culturelles
« La Ndocciata » est un événement traditionnel qui se déroule la veille de Noël. C'est une énorme parade de lueur des flambeaux des milliers de flambeaux faits à la main, de bois faits dans neuf différents quarts (borgate), accompagné par le son de cornemuses, à la place Plebiscito où un feu de joie de fraternité est allumé. Le Fiera delle Arti e Mestieri Antichi (Les arts et la Foire d'Artisanats Ancienne) se tient du 17 au 19 août où une grande région de la vieille ville à la maison aux artisans, affichez leurs travaux. Les artisanats d'artisan à la foire incluent généralement des orfèvres, des rétameurs, des tanneurs, du fer forgé, un lacet et une broderie. Les racines de la tradition datent de l'époque romaine.

## Administration
| Période                                  | Période  | Identité          | Étiquette | Qualité |
| ---------------------------------------- | -------- | ----------------- | --------- | ------- |
| 14 juin 2004                             | En cours | Gelsomino De Vita |           |         |
| Les données manquantes sont à compléter. |          |                   |           |         |

### Hameaux
Castelverrino, Fontesambuco, Villacanale

### Communes limitrophes
Belmonte del Sannio, Capracotta, Carovilli, Castelverrino, Castiglione Messer Marino, Pescolanciano, Pescopennataro, Pietrabbondante, Poggio Sannita, Rosello, Schiavi di Abruzzo, Vastogirardi